# The Elder Scrolls V: Dawnguard
『The Elder Scrolls V: Dawnguard』（ジ・エルダースクロールズ・ファイブ・ドーンガード）とはアクションRPGのオープンワールドビデオゲーム『The Elder Scrolls V: Skyrim』のオフィシャルアドオン一作目。ゲームは Bethesda Game Studios が開発し、ベセスダ・ソフトワークスが発売した。『Dawnguard』の Xbox 360版が2012年6月26日に英語圏で発売、2012年7月中旬にはフランス、ドイツ、イタリア、スペインで発売され、日本では日本語版が2012年7月31日に発売された。Windows版の英語版が (Steam経由で) 2012年8月2日に発売され、その日本語版が10月5日に発売された。本編でのパフォーマンスの問題が原因で、『Dawnguard』の PlayStation 3版の配信などが遅れ、Bethesdaは将来『Skyrim』の DLC をPlayStation 3 のシステムにうまく追加することができない可能性があると表明した。2013年1月18日、Bethesda は3つのすべてのDLC拡張を2013年2月の間にリリースするとアナウンスした。その後、2月26日に英語圏で発売され、日本では日本語版が3月19日に発売された。

## ストーリーライン
『The Elder Scrolls V: Dawnguard』のストーリーは 太陽の暴政を終わらようと企む ハルコン（Harkon）という名の Volkihar Clan のヴァンパイアロードの帰還から始まる。ハルコンは目的を果たすために古代の Elder Scrolls のパワーを使う。一方、ドーンガード（Dawnguard）として知られているヴァンパイアハンターの教団がハルコンの企みを阻止しようとしている。
ドラゴンボーンは、ドーンガードに加わってハルコンを打倒するか、逆に Volkihar と共同戦線を張る選択ができる。
『Dawnguard』のシナリオは、ヴァンパイアハンターの集団が新人を募集していることについて噂を聞くか、Hold Guards から話を聞くことから始まる。これによってドラゴンボーンをドーンガードの世界に誘い込み、このアドオンの世界をプレイできるようになる。

## 特徴
『Dawnguard』はヴァンパイア・ロードに変身できるヴァンパイアと、ヴァンパイアから Skyrim の人々を守ろうとするヴァンパイアハンターとの対立を描く。
『Dawnguard』には、『The Elder Scrolls V: Skyrim』本編とは直接関係のないまったく新しいクエストとロケーションが追加される。本編の帝国軍とストームクロークとの対立を描く内戦のクエストのように、ヴァンパイアに加担するか、ヴァンパイアハンターに加担するかでプレイヤーキャラクターのその後の展開が大きく変化する。片方の派閥に加入するともう片方の派閥とは敵対関係になり、片方の加入した派閥のクエストしか受けられない。
『Dawnguard』では、An Elder Scrolls Legend: Battlespire にも登場した、"ソウル・ケルン" と呼ばれるオブリビオンの領域 （a realm of Oblivion） という新しいロケーションが追加されている。リフテンの地下にあるラットウェイに、プレイヤーキャラクターの顔を変更できる新しいキャラクターが追加される。また、『The Elder Scrolls V: Skyrim』の他のドラゴンと同じようにプレイヤーキャラクターが ドラゴン・ソウルを吸収できる“伝説のドラゴン”（Legendary Dragon）もランダムに登場する。また 『Dawnguard』にしか存在しない新しいドラゴンシャウトも追加される。『Dawnguard』ではクロスボウを含む新しい武器防具が追加される。 過去シリーズ『The Elder Scrolls III: Morrowind』でも登場し、『Dawnguard』で復活したこのクロスボウは通常の弓矢と同様 Archery スキルと perk がそのまま反映される。クロスボウは弓よりも再装填に時間がかかるが、再装填をしたまま持ち歩くことができる。また、移動用に使うことができる幽霊の馬を召喚できる魔法も追加される。ドラゴンの死体から手に入れた ドラゴンの骨（Dragon bone） からドラゴンの武器を生産できるようになる。さらにヴァンパイアの仲間になると、ウェアウルフの 変身と似た様な方法で "ヴァンパイア・ロード「Vampire Lord"） に変身できるようになる。ウェアウルフとの違いは、いつでもどこでも変身を解くことができる点である。ヴァンパイア・ロードとウェアウルフにはそれぞれ新しい専用のスキルツリーが追加されている。これら2つのスキルツリーは変身したときのみ成長させることができる特殊なもので、一定数の敵を倒すことで perk のポイントを取得できるようになっているので、レベルを上げすぎて Perk を取得できなくなる心配もない。クエストをある程度進めるといつでもヴァンパイア・ロードへ変身できる血液感染やウェアウルフへの変身できる血液感染の切替ができる。
なお、『Dawnguard』のストーリーやクエストは『The Elder Scrolls V: Skyrim』本編のストーリーやクエストとは直接関係がないため、いつ『Dawnguard』をインストールしても既存のセーブデータやストーリー展開とクエストの進行に直接影響しない。

## リリース
2012年5月に、ベセスダ・ソフトワークスは『Dawnguard』という「スカイリム」の最初のダウンロードコンテンツを公表し、リリースした。『Dawnguard』は、マイクロソフトとベセスダ・ソフトワークスとの独占的契約により、2012年6月26日に、最初の30日間だけ Xbox 360 版のみ先行してXbox Liveにて1600マイクロソフトポイントでオンライン販売されている。30日経過後に、PlayStation 3版など他のプラットフォームに対応するとし、Windows版が2012年8月2日にSteamにて英語版でリリースされた。
『Dawnguard』の日本語版は、Xbox 360版に限り、2012年7月31日にリリースされた  。日本語版の内容は『The Elder Scrolls V: Skyrim』と同様に音声と字幕両方が日本語化される。 PC日本語版は2012年10月5日にSteamにてリリースされ、PlayStation 3日本語版が2013年3月19日にリリースされた。
『Dawnguard』は、英語版DVD-ROMパッケージを購入しても日本語版が発売されるまで日本国内のIPアドレス経由でSteamに接続してゲームをプレイすることすらできなかったSkyrim本体とは違い、PC英語版が配信された当日から日本国内のIPアドレスでSteamに接続しても英語版を購入してすぐにプレイすることが可能だった。パフォーマンスの問題が原因で、『Dawnguard』の PlayStation 3版はいつまでも遅れた。Bethesdaは将来『Skyrim』の DLC をPlayStation 3のシステムにうまく追加することができない可能性があると表明した。2013年1月18日、Bethesda は3つのすべてのDLC拡張を2013年2月間にリリースするとアナウンスした。
ベセスダ・ソフトワークスは2012年6月1日に 『Dawnguard』のトレーラーをリリースした。そのトレーラーではアドオンが、Volkihar という名の太古のヴァンパイア一族の支配者ハルコンの帰還にフォーカスをあてていることを明らかにしている。ハルコンはヴァンパイアが タムリエルを転覆できるよう太陽を破滅させるために Elder Scroll のパワーを使いたがっている。
プレイヤーはヴァンパイアの勢力に加担するか、ドーンガードとして知られているヴァンパイアハンターの教団に加入するかの選択が与えられる。プレイヤーキャラクターの選択に応じて、それぞれの派閥の2つの本拠地 Castle Volkihar と Fort Dawnguard にアクセスする権限が与えられる。

## 構想
プレイヤーキャラクターは様々な方法でこの拡張パックのクエストラインを始めることができる。ドーンガードが帰還して新人を募集しているという話を町のガード達から聞きつけるか、直接にドーンガードのメンバーにアプローチすると、プレイヤーキャラクターがスカイリムのヴァンパイアを撲滅する戦いに参加することができる。新規加入の方法にかかわらず、プレイヤーキャラクターはリフテンの近くにある Dayspring Canyon を渡って Fort Dawnguard に行くことができる。プレイヤーキャラクターはドーンガードの指揮官イスランに出会う。彼はドーンガードを再編成させヴァンパイアを全滅させることを理由に、Vigilants of Stendarr の本部の破壊を引き合いに出して、力を取り戻しヴァンパイアを倒すことを表明している。一方で、ヴァンパイアの方では、プレイヤーキャラクターは Elder Scroll を背中に背負った セラーナ（Serana）というヴァンパイアの娘に出会う。彼女を助けて、彼女の父 Vampire Lord Harkon の元へ安全に連れて帰るとプレイヤーキャラクターにはお礼として Vampire Lord に変身できる機会がやってくる。さもなければその城から安全にドーンガードに帰還する機会がある。この選択肢が 『Dawnguard』の主要なストーリー展開の始まりになる。